# Prise de Tobago
Pour la bataille navale qui a lieu au large de l'île pendant la guerre de Hollande, voir Bataille de Tabago.
Guerre d'indépendance des États-Unis
Batailles
La prise de Tobago est une expédition militaire française menée en mai 1781 contre l'île britannique de Tobago, pendant la guerre d'indépendance des États-Unis. 

## Invasion de Tobago
Le 24 mai 1781, la flotte du comte de Grasse débarque des troupes sous le commandement du marquis de Bouillé, qui prennent le contrôle de l'île le 2 juin 1781.